# حديقة حيوان غزة
حديقة حيوان غزة هو عبارة عن مكان ترفيهي حيث يوجد به سلسلة من الحدائق العامة، وملاهي صغير للأطفال بالإضافة إلى حديقة الحيوانات التي انشأتها حكومة غزة في ربيع عام 2010 على الممتلكات الحكومية التي كانت بالسابق مكب نفايات .
هناك أيضا حديقة حيوان خاصة صغيرة تسمى مرح لاند الواقعة قبالة شارع صلاح الدين في حي الزيتون في مدينة غزة . لقد عانة الحيوانات في الحديقة كحال السكان في غزة بسبب الظروف القاتمة التي يفرضها الحصار الإسرائيلي . وظهرت تقارير في الاعلام الدولي عن الحيوانات في الحديقة والظروف المحيطة بها . ولحقت اضرار كبيرة في حديقة الحيوان خلال حرب عام 2008 - 2009.
بالإضافة إلى اسدين تظم الحديقة عدة نسور، بعض الحمام، وبعض الثعالب والنمس المصري، وبعض القطط، الكلاب، الخيول، الذئاب، الإوز، السلاحف،والغزلانوالقردة والدجاج والدراج والطاووس والجمال.

## الحيوانات
الحيوانات تهرب معظمها عبر الانفاق الواصلة بين غزة ومصر .. وهناك لبوة تم سرقتها عام 2005 وضلت مفقودة الا ان تم الإمساك بها من قبل نشطاء حركة حماس خلال اقتحام وكر لمهربي المخدرات .. وعند افتتاح الحديقة الجديدة تم وضعها هناك .

## تخطيط حمار
من اغرب القصص التي تناولتها وسائل الاعلام كافة عن الحديقة بأن احدهم قام بتخطيط الحمار المحلي العادي بخطوط سود ليصبح مثل الحمار الوحشي , ولقد أوضح نضال برغوت أنه"نتيجة لأكثر من عامين من الحصار الإسرائيلي المشدد على غزة وإغلاق المعابر الحدودية، وكنت غير قادر على استيراد الحمير الوحشية من أفريقيا إلى حديقة الحيوان لدينا، فبعد ذلك جاءت فكرة إلى ذهني وهي جلب اثنين من الحمير المحلية الأبيض العادي، ونرسم عليهم بالأبيض والأسود .... ومن الصعب أن يتم تهريب حمار وحشي حقيقي من مصر إلى غزة، أولا، أنها ثقيلة جدا، وثانيا، أنه يكلف حوالي 50,000 دولار لشراء حمار وحشي من أفريقيا وإحضاره إلى منطقة الحدود وتهريبه ... ومع ذلك، فكرت في وجود حمار وحشي في حديقة حيوان في غزة لأنه من المهم للغاية بالنسبة للأطفال معرفة جميع أنواع حيوانات الغابة والصحراء والحيوانات البرية، ومن ثم نجحت الفكرة ولاقت رواج وترحيب من جانب المواطنين .

## مرافق
في حديقة الحيوان بستان ومتنزه وجداول مياه صغيرة .. وهناك مقهى ( كفي شوب ) .